# Schiffswerft M. A. Flint

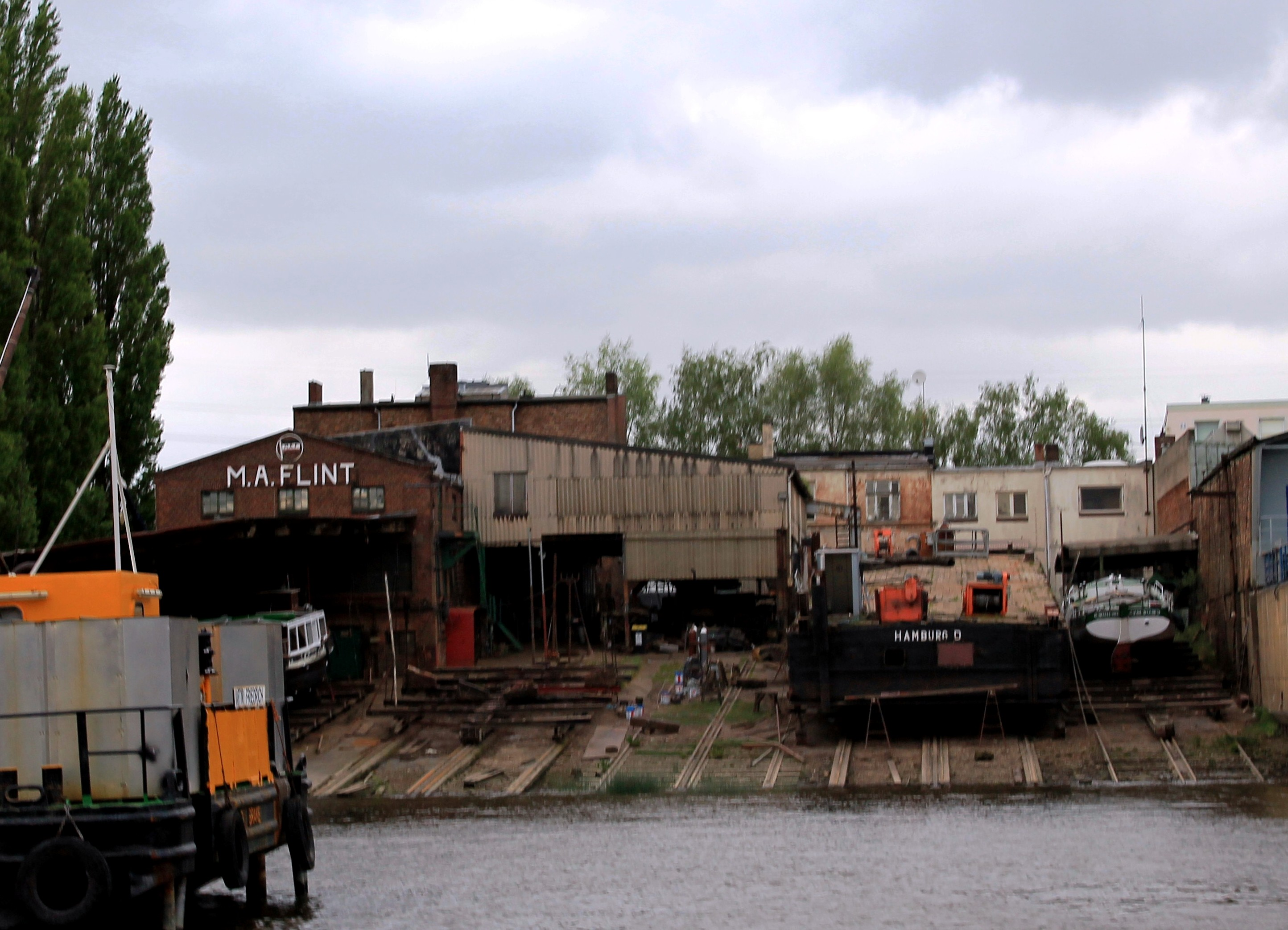
Slipanlagen der Hamburger Werft M. A. Flint

Die Schiffswerft M. A. Flint ist eine kleine Werft in Hamburg. Das Unternehmen wurde 1870 mit dem Ziel gegründet, vorwiegend Reparaturen auszuführen. Später kamen die Bereiche Neubau, Taucherei, Wasserbau, Bergung und Maschinenbau dazu. Das Unternehmen M. A. Flint ist heute ein in fünfter Generation geführter Familienbetrieb.

## Geschichte
Der Hamburger Schiffbauer Martin Adolph Flint gründete am 15. September 1870 in Hamburg am Stadtdeich eine Reparaturwerft, die schon im folgenden Jahr an die Norderelbstraße auf Steinwerder umsiedelte. Steinwerder, eine hochwassergefährdete Elbinsel, wurde durch die Erhöhung mit Schutt, der vom Brand der Stadt 1842 stammte, zu einer hochwassersicheren Fläche für Landwirtschaft, Gastwirtschaften, Kaffeegärten und Industrie sowie Schiffbaubetriebe. In dem neuen, größeren Betrieb wurden auch neue Schiffe gebaut, vorwiegend kleine Hafenfahrzeuge wie Schuten und Schlepper. Ein Teil der Schuten wurden vermietet oder im eigenen Betrieb genutzt. Um die Jahrhundertwende wurden die neu gebauten Binnenschiffe Manuele, Ingried und Lieschen abgeliefert.

## Bergungs- und Taucherfirma
Flint hatte 1873 eine Bergungs- und Taucherfirma gegründet, nachdem brauchbare Taucheranzüge und Atmungsgeräte entwickelt worden waren. Es entstand eine kleine Bergungsflotte bestehend aus dem 70 Meter langen Pumpendampfer Adolf und im eigenen Werftbetrieb gebauten hölzernen Schuten.
Zur weiteren Betriebsvergrößerung erfolgte ein Verkauf an die Heinrich-Brandenburg-Werft und ein weiterer Umzug zum Ellerholzdamm mit Wasseranschluss am Reiherstieg. Das Bergungsgeschäft lief erfolgreich und wurde um eine Kranschute mit dampfbetriebenem Kran erweitert. Zwei der geborgenen Schiffe wurden auf der eigenen Werft zu den Bergungsschiffen Taucher Flint II und zum Taucher Flint III umgebaut.

### 2. Generation
Martin Adolph Flints Söhne William und Harry traten nach ihrer Lehre in die Marine ein und absolvierten dort erfolgreich eine Taucherausbildung. Martin Adolph Flint, der 1920 starb, hatte 1912 das Unternehmen an seinen Sohn William Flint übergeben.

### 3. Generation
Dessen Sohn Adolph lernte das Schlosserhandwerk und beendete erfolgreich ein maschinenbauliches Ingenieurstudium. Auch er absolvierte während der Ableistung des Militärdienstes eine Taucherausbildung bei der Marine. Die Kaiserliche Marine zog Adolph Flint, mehrere Mitarbeiter und zwei Bergungsschiffe nach Ausbruch des Ersten Weltkrieges für Bergungsarbeiten ein. In der Ostsee wurden viele verschiedene Bergungsarbeiten durchgeführt. Anschließend wurden über 50 gesunkene Schiffe unter Flints Leitung am Donautor bei Turnu Severin in Rumänien gehoben.
1919 wurde Adolph Flint Mitinhaber der Firma, die er nach und nach ausbaute und modernisierte.
Nach dem Ersten Weltkrieg wurde der Werftbetrieb für die Motorisierungsphase der Küstenschiffsflotte ausgestattet. Patentslips ersetzten die bisherigen einfachen Aufschleppen und die Maschinenwerkstatt erhielt eine weitgehend neue Einrichtung. Im Rahmen dieser Arbeiten führte der Werftbetrieb auch Verlängerungen durch. Der von der Schiffswerft Oelkers gebaute Bergungsdampfer Taucher Flint I ersetzte 1926 den ersten Bergungsdampfer Adolf.
1927 starb William Flint und Adolph Flint wurde Alleininhaber der Firma. 1935 wurde der Motorschlepper Margot an eine Hamburger Firma abgeliefert. Im Zweiten Weltkrieg litt der Betrieb stark unter den Bombenschäden auf der Werft und an den Bergungsschiffen, Schuten und Barkassen.

### 4. Generation
Adolph Flints Söhne Carl-Heinrich und Adolf unterstützten Adolph Flint beim Wiederaufbau des Betriebes nach dem Zweiten Weltkrieg und traten 1948 als persönlich haftende Gesellschafter in das Unternehmen ein. Der Betrieb hatte besonders im Bergungsgeschäft viel zu tun, um die vielen Wracks im Hamburger Hafen zu räumen. Zu dieser Zeit wurde der Betrieb vergrößert und modernisiert und beschäftigte über 100 Mitarbeiter. Nach dem umfangreichen Bergungsarbeiten erhielt der Betrieb Aufträge zu weiteren Neumotorisierungen, Verlängerungen und Umbauten. Für Eckelmann wurden Kastenschuten, Puntschuten und Motorbarkassen abgeliefert. Letzte wurden vom Ingenieurbüro Adolf Weselmann speziell für den Hamburger Hafen entwickelt.

#### Reederei M.A.F.
1947 entstand für Flint die Reederei M.A.F. als eine Reederei für Küstenschiffe. Anfangs wurden beschädigte oder gehobenen Schleppleichter, Küstenschiffe oder Logger auf der eigenen Werft um- oder ausgebaut. Von der Travemünder Hagelstein-Werft wurde 1959 mit dem 299 BRT große Motorschiff Adolph Flint der erste Neubau an Flint abgeliefert. Bis in die 1970er Jahre wurden daraus eine Flotte von acht Küstenmotorschiffen, die aufgrund steigender Personalkosten jedoch bis in die 1980er Jahre nach und nach wieder verkauft wurden. Carl-Heinrich Flint starb 1980, Adolf Flint starb 1986.

### 5. Generation
Jan Flint, ältester Sohn von Carl-Heinrich Flint und ebenfalls Schiffbauer, absolvierte eine Taucherlehre in der väterlichen Firma und erwarb außerdem Patente als Schiffsführer. 1984 übernahm Jan Flint die Firma. Seit April 1980 sind die Brüder von Jan Flint, William Flint (geboren 1946), Heiner Flint (geboren 1951) und Dirk Flint (geboren 1952) beteiligt. Dirk Flint ist seit Juli 1976 in dem Unternehmen M. A. Flint beschäftigt und seit Februar 1986 Geschäftsführer und Gesellschafter des Unternehmens.
Die Bergungsflotte bestand um 1990 aus:
- Bergungs-Motorschiff Taucher Flint I
- Bergungs-Motorschiff Taucher Flint II
- Schwimmkran Taucher Flint V (200 Tonnen Hebekraft)
- Bergungs-Motorschiff Taucher Flint VI
- Taucherbergungsschute Taucher Flint VII

### Insolvenz der Bergungs- und Taucherfirma
Für den Bergungsbereich wurden die Aufträge immer weniger. 2004 wurde für den Bereich Bergung und Tauchen Insolvenz angemeldet. Die verbleibende Firma konzentrierte sich auf Reparaturen im Werftbereich, der mit reduzierter Mannschaft fortgeführt wurde.

## Aktuelle Situation
Seit dem Jahre 2005 firmiert die Werft unter dem Namen Schiffswerft M. A. Flint GmbH zur Ausführung von schiffbaulichen Reparaturen. Dazu gehören fünf Patentslips zur Durchführung von Klassearbeiten, Schiffsumbauten, Verlängerungen, Modernisierungen und schiffstechnische Nachrüstungen sowie elektrotechnische Arbeiten. In der Maschinenwerkstatt werden Reparaturen von Motoren, Arbeiten zur Instandhaltung und Reparatur von Wellenanlagen, Propellern, Lagern, Kühlern, Filtern sowie sonstigen schiffstechnischen Hilfsanlagen durchgeführt.